# Rheobatrachus
Rheobatrachus – wymarły rodzaj płazów bezogonowych z rodziny żółwinkowatych (Myobatrachidae).

## Zasięg występowania
Rodzaj obejmował gatunki występujące endemicznie w Queensland w Australii. 

## Charakterystyka
Gatunki te cechował szczególny sposób wychowu kijanek. Samice połykały do 26 zapłodnionych jaj o długości 10-11 mm i ich dalszy rozwój trwający 6-7 tygodni odbywał się w żołądku matki. W tym czasie zahamowaniu ulega proces wydzielenia kwasu żołądkowego. Kijanki w tym czasie odżywiały się substancjami pokarmowymi zawartymi w żółtku. Proces „porodu” kijanek trwał 6-8 dni.

## Systematyka

### Etymologia
Rheobatrachus: gr. ῥεος rheos „strumień, potok”; βατραχος batrakhos „żaba”. 

### Podział systematyczny
Do rodzaju należą następujące gatunki:
- Rheobatrachus silus Liem, 1973 – żołądkoród południowoqueenslandzki[4]
- Rheobatrachus vitellinus Mahony, Tyler & Davies, 1984